# Peer assessment
Peer assessment é um termo em inglês referente à avaliação por pares em que os alunos comentam e avaliam trabalhos de seus colegas seguindo orientações previamente estabelecidas pelo professor. Peer assessment é uma extensão natural do movimento antes centrado no professor para colocar o aluno no centro do processo de ensino e aprendizagem. É uma modalidade de ensino que enfatiza o engajamento ativo dos estudantes em sua aprendizagem, delegando responsabilidade ao aprendiz, exigindo habilidades meta-cognitivas. Os alunos tornam-se assessores dentro do contexto de participação na prática; isto é, com metodologias de aprendizagem contextualizadas na vida e no trabalho. Há oportunidades e vantagens, em termos de compreensão e engajamento, para que os alunos forneçam feedback e avaliem o trabalho uns dos outros. Usando e / ou desenvolvendo critérios de avaliação que levem os próprios alunos a um aprendizado mais profundo, com feedback e reflexão sobre a sua própria aprendizagem. (tradução livre) 
Peer assessment refere-se a uma nova relação pedagógica pautada na reciprocidade entre estudantes, que pode ter diferentes formatos, variando entre avaliações somativas (avaliação por notas) e avaliações formativas (avaliação por feedback). Pesquisadores têm feito estudos para explorar diferentes características do peer assessment, chamados de taxonomias ou constelações. O primeiro estudo, feito por Topping (1998) já incluía dezessete características, número que veio crescendo e se rearranjando em publicações posteriores. Peer assessment demonstrou efeitos positivos de sucesso, porém no momento não há evidências empíricas que comprovem o desenvolvimento da autorregulação em alunos que fazem avaliação por pares. Uma linha de pesquisa importante está atualmente estudando os efeitos interpessoais do peer assessment, e sua mais recente descoberta mostra que avaliações formativas são mais benéficas, diminuindo efeitos motivacionais e interpessoais negativos.
Segundo Leonor Santos, a avaliação por pares (ou Peer assessment, respeitando a expressão original do inglês) é um processo que trabalha tanto o interno quanto o externo de quem é avaliado e, apesar de envolver os pares, implica também o despertar de potencialidades, pois ocorre uma interação social que é um recurso na construção do conhecimento. Ao citar Perrenout (1999, p 99), a autora justifica que essas interações através da comunicação promovem aos estudantes "situações de confronto, de troca, de interação, de decisão, que os forcem a explicar, a justificar, a argumentar, expor ideias, dar ou receber informações para tomar decisões, planejar ou dividir o trabalho, obter recursos” (tradução nossa). Essas são experiências que podem despertar o apoio e a aceitação de ajuda em relação ao outro e, no contexto escolar, podem refletir em melhores desempenhos de autoconfiança e autonomia, do aumento da responsabilidade, do envolvimento mais eficaz no processo de aprendizagem e na própria condição de estabelecer uma visão crítica e positiva de que o aprendizado pode ser construído coletivamente. Desse modo, o professor passa a ter um papel de observador e tutor na mediação dessas avaliações por pares garantindo condições de respeito às dúvidas e erros, além de promover outras possibilidades de respostas e descobertas como resultado final do processo avaliativo.